# 龙尼·韦勒
龙尼·韦勒（德語：Ronny Weller，1969年7月22日—），德国男子举重运动员。他曾代表东德、德国参加1988年、1992年、1996年、2000年和2004年夏季奥林匹克运动会举重比赛，获得一枚金牌、二枚银牌和一枚铜牌。